# Ignaz Schiffermüller
Johann Ignaz Schiffermüller (známý i jako Ignatz Schiffermüeller, Ignatius Schiffermüller, nebo Johann Ignaz Schiffermüller; 2. října 1727 Hellmonsödt – 21. června 1806 Linec) byl rakouský přírodovědec, kněz a teolog, jeden z nejvýznamnějších rakouských entomologů 18. století, profesor civilní i vojenské architektury a polyhistor. Ve své práci se soustředil na motýly, spolu s kolegou Denisem vypracoval systematiku a přehled motýlů Rakouska. Vědecky popsal asi 400 druhů a poddruhů (část společně s Denisem).
Studoval numismatiku, mineralogii, botaniku, entomologii, ornitologii a teologii. Studium ukončil v roce 1759.

## Lepidopterolog
V roce 1757 začal sbírat hmyz, speciální motýly a můry, ale i brouky. V díle Systematische Verzeichnis der Schmetterlinge der Wienergegend zpracoval motýly Dolního Rakouska a okolí Vídně. Popsal v něm asi 1150 druhů motýlů, z nichž mnohé jako první.
Jak entomolog a taxonom společně s Michaelem Denisem vypracoval systematiku motýlů Rakouska-Uherska. Více než 400 druhů a poddruhů hmyzu z území Rakouska nese jeho jméno, jako autora popisu. Je to téměř 10 % druhů motýlů vyskytujících se v Rakousku. Kromě entomologie se věnoval například teoretickým základům fyzikálního principu světla.
Sbírka motýlů Ignaze Schiffermüllera se po jeho smrti nacházela v „C.-k. dvorním kabinetu přírodnin“, předchůdci dnešního Přírodovědeckého muzea ve Vídni. Zde sbírka v roce 1848 shořela při požáru, společně s Denisovou sbírkou.

## Dílo
- Schiffermüller, I .: 1772, Versuch eines Farbensystems, (Ordnung der Farbenclaße?). A. Bernardi, Wien. 4 °. Mit gestem, Titel – und Schlußvign., 2 gesty. Farbentafeln und doppelblattgr. Tabelle. 4 Bl., 82 pp.
- Schiffermüller, I .: 1775, Ankündigung eines systematischen Werkes von den Schmetterlingen der Wiener Gegend. A. Bernardi, Wien, 323 pp., 3 col. Taf.
- Schiffermüller, I .: 1776, Systematisches Verzeichnis der Schmetterlinge der Wienergegend herausgegeben ven einigen Lehrern am k. k. Theresianum., Wien.